# Dorothee Vieth
Dorothee Vieth (* 12. Oktober 1960 in Hamburg) ist eine ehemalige deutsche Handbikerin. Sie startete in der Klasse H5.

## Leben
2002 hatte Dorothee Vieth einen Unfall mit ihrem Motorroller; seitdem sind ihre Beine sowie ein Teil ihres Gesäßes gelähmt. 2005 bestritt sie ihren ersten Wettkampf mit dem Handbike, und zwei Jahre später errang sie bei UCI-Paracycling-Straßenweltmeisterschaften ihre erste Medaille. Bei den Sommer-Paralympics 2008 in Peking wurde sie jeweils Dritte im Einzelzeitfahren sowie im Straßenrennen, 2011 Weltmeisterin im Straßenrennen. Bei den Sommer-Paralympics 2012 in London errang sie Silber im Einzelzeitfahren und Bronze im Straßenrennen; vier Jahre später bei den Spielen in Rio de Janeiro errang sie die Goldmedaille im Einzelzeitfahren und Bronze im Straßenrennen.
Nach dem Gewinn der Goldmedaille in Rio gab Vieth bekannt, dass sie wahrscheinlich noch eine weitere Saison aktiv bleiben, aber nicht mehr bei Paralympics starten werde. Nach einem Europacuprennen im Juli 2017 in Elzach beendete Vieth ihre aktive Laufbahn.
Dorothee Vieth ist von Beruf Geigerin und Geigenlehrerin. 2009 wurde sie zum Hamburgs Sportlerin des Jahres gewählt.

## Erfolge (Auswahl)
2006

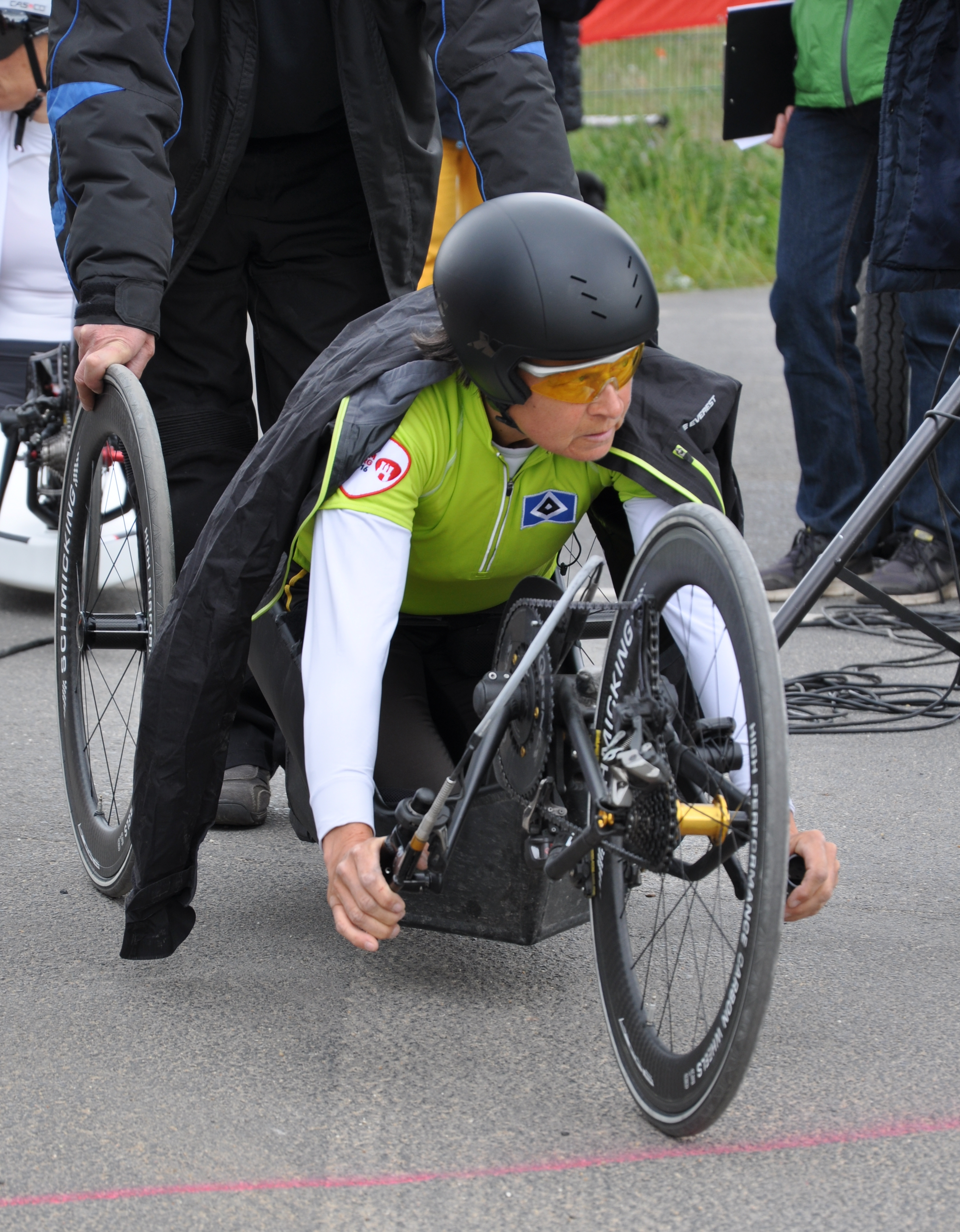
Dorothee Vieth vor dem Start zum Europacup 2016 in Elsdorf

- Weltmeisterschaft – Straßenrennen

2007
- Weltmeisterschaft – Straßenrennen, Einzelzeitfahren

2008
- Paralympics – Einzelzeitfahren, Straßenrennen

2010
- Weltmeisterschaft – Straßenrennen, Einzelzeitfahren

2011
- Weltmeisterin – Straßenrennen
- Weltmeisterschaft – Einzelzeitfahren

2012
- Paralympics – Einzelzeitfahren
- Paralympics – Straßenrennen

2013
- Weltmeisterschaft – Einzelzeitfahren

2014
- Weltmeisterschaft – Straßenrennen, Einzelzeitfahren

2015
- Weltmeisterschaft – Einzelzeitfahren

2016
- Paralympics – Einzelzeitfahren